# Cethosia mindanensis
Cethosia mindanensis är en fjärilsart som beskrevs av Felder 1863. Cethosia mindanensis ingår i släktet Cethosia och familjen praktfjärilar. Inga underarter finns listade i Catalogue of Life.